# Viento del Uruguay
Viento del Uruguay (título original: Vento dell’Uruguay; también Nel silenzio dell’Uruguay) es una película suiza de 1989, en italiano, ambientada en Uruguay. Basada en el cuento Los albañiles de Los Tapes (1936), del escritor uruguayo Juan José Morosoli, está dirigida por Bruno Soldini y protagonizada por Rodolfo da Costa, Till Silva y Alejandro Busch.

## Sinopsis
Dos criollos y un joven inmigrante proveniente del cantón del Tesino viajan desde Montevideo hacia la zona rural del país en busca de trabajo, el que consiguen como albañiles para la construcción de las paredes de un cementerio. Con las sierras del departamento de Lavalleja como escenario natural, en medio de una pradera descampada y de vientos incesantes, este trío de personajes debe convivir con la soledad del entorno y la nostalgia del desarraigo.

## Protagonistas
| - Rodolfo da Costa - Till Silva - Alejandro Busch - Graciela Gelós - Patricia Yosi - Roberto Fontana - Carlos Frasca | - Ruben González Santurio - Carlos Molina - Walter Reyno - Líber Rodríguez - Fernando Toja - Eduardo Migliónico - Dante Alfonso |